# Biserica evanghelică din Sântioana

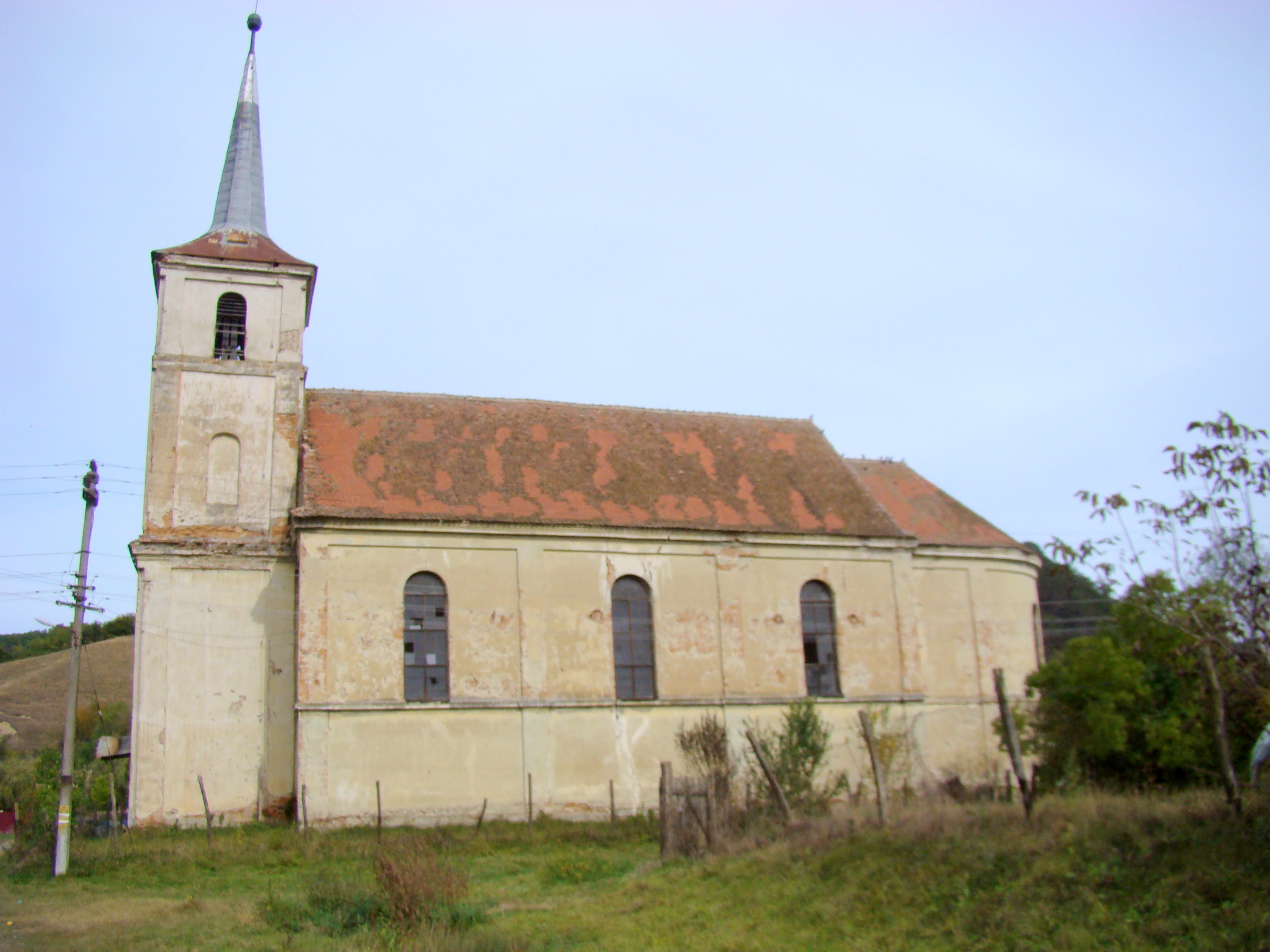
Biserica evanghelică din Sântioana, comuna Viișoara, județul Mureș, foto: septembrie 2019.

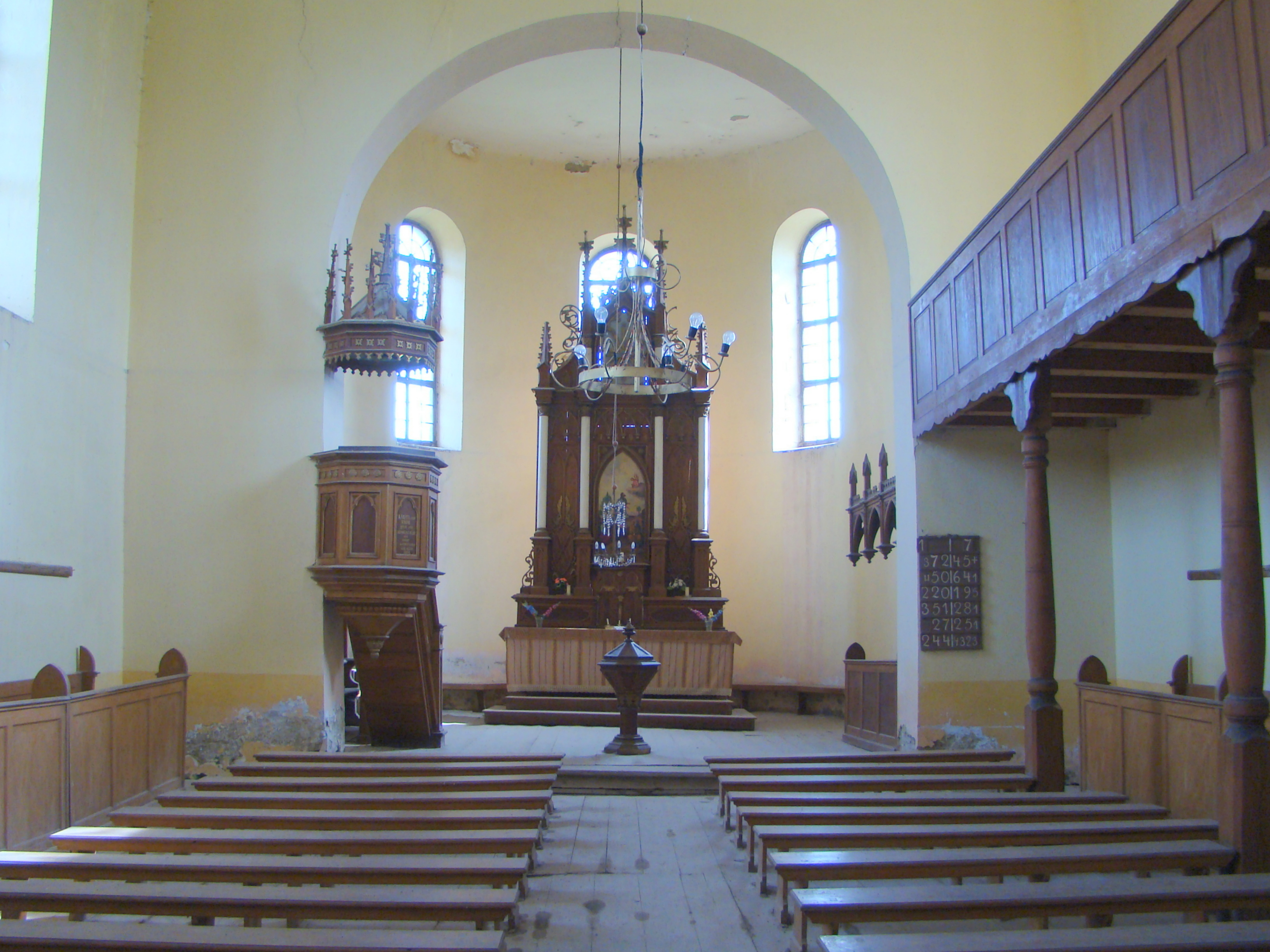
Nava spre altar

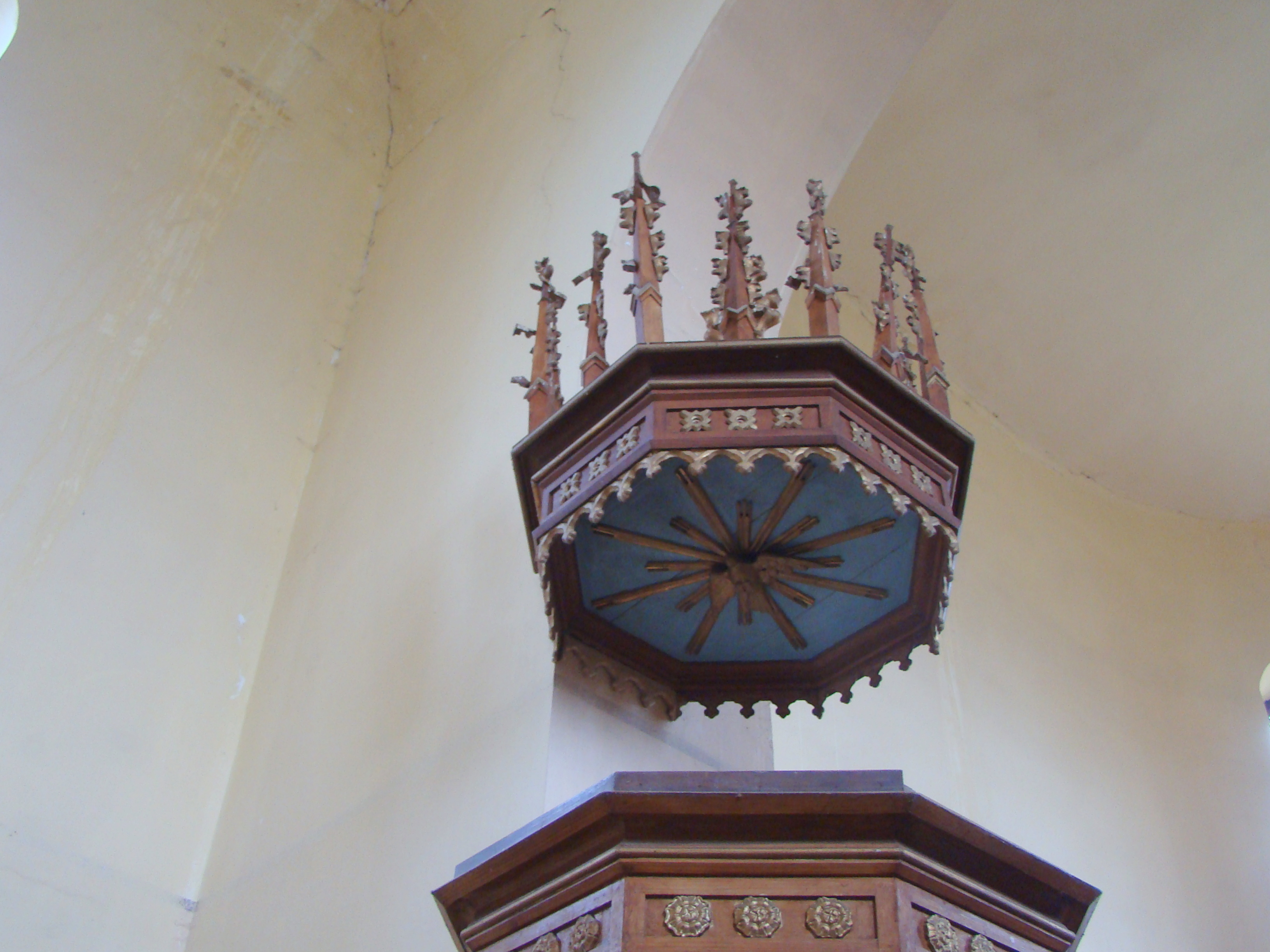
Coronamentul amvonului

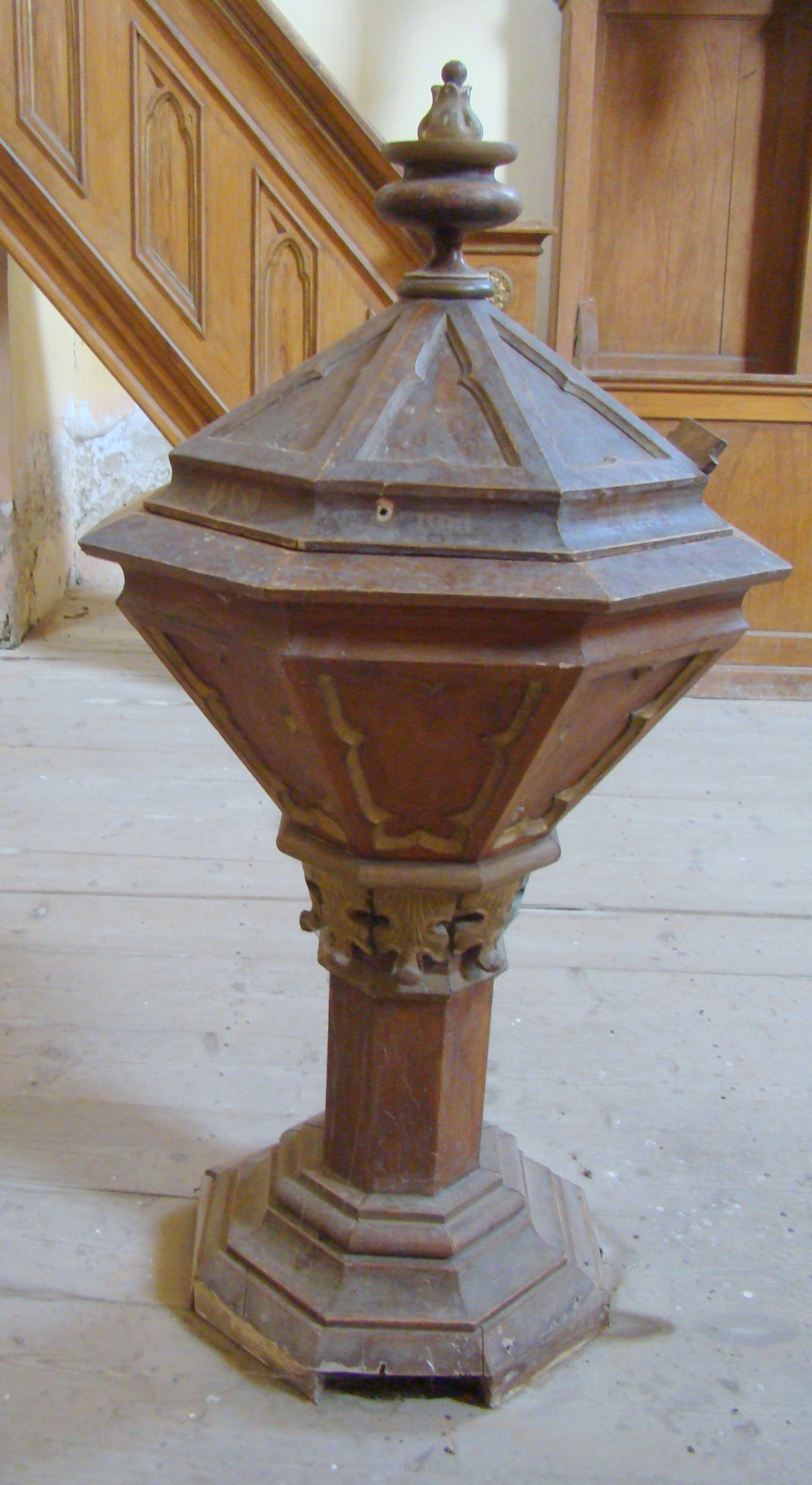
Cristelniţa

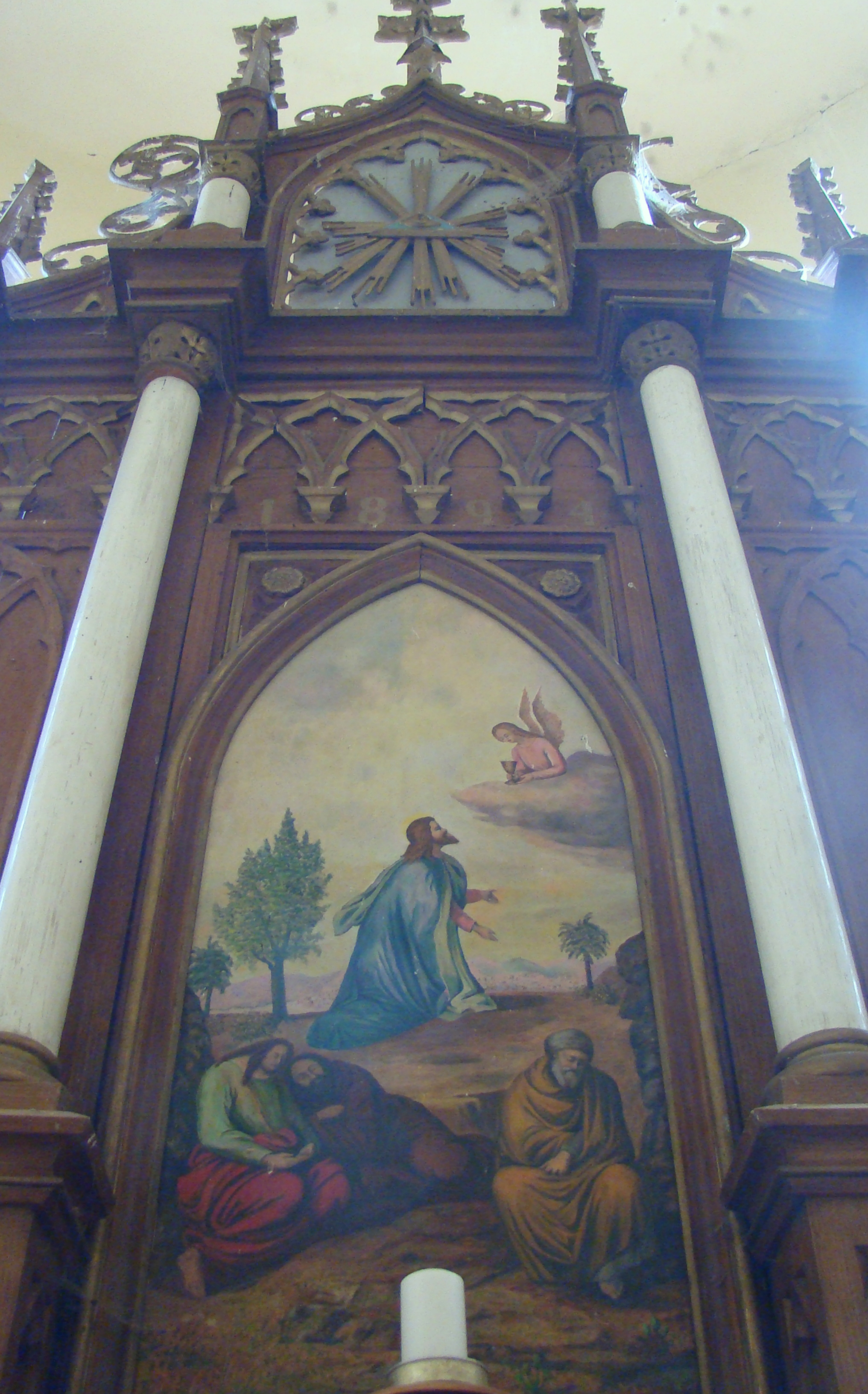
Altarul bisericii evanghelice din Sântioana

Biserica evanghelică  din Sântioana este un lăcaș de cult aflat pe teritoriul satului Sântioana, comuna Viișoara, județul Mureș. Datează de la sfârșitul secolului al XIX-lea. 

## Localitatea
Sântioana, mai demult Sântioana Săsească, Sântuioana (în dialectul săsesc Gehonesz, în germană Johannisdorf, Johannesdorf, Johannsdorf, Gehanes, în maghiară Szászszentiván, Szászszentivány) este un sat în comuna Viișoara din județul Mureș, Transilvania, România. Prima mențiune documentară este din anul 1303. În Evul Mediu era un sat de iobagi în comitatul Cetatea de Baltă.   

## Biserica
În Evul Mediu târziu, pe o colină din partea de sud a satului, a fost construită o biserică-sală, cu zid de incintă și clopotniță. Această cetate bisericească a fost demolată în anul 1892. Ulterior, până în anul 1895, a fost construită o biserică nouă pe locul liber din mijlocul satului. Aspectul cetății bisericești este cunoscut numai dintr-un desen al lui Martin Schlichting.

## Imagini din exterior

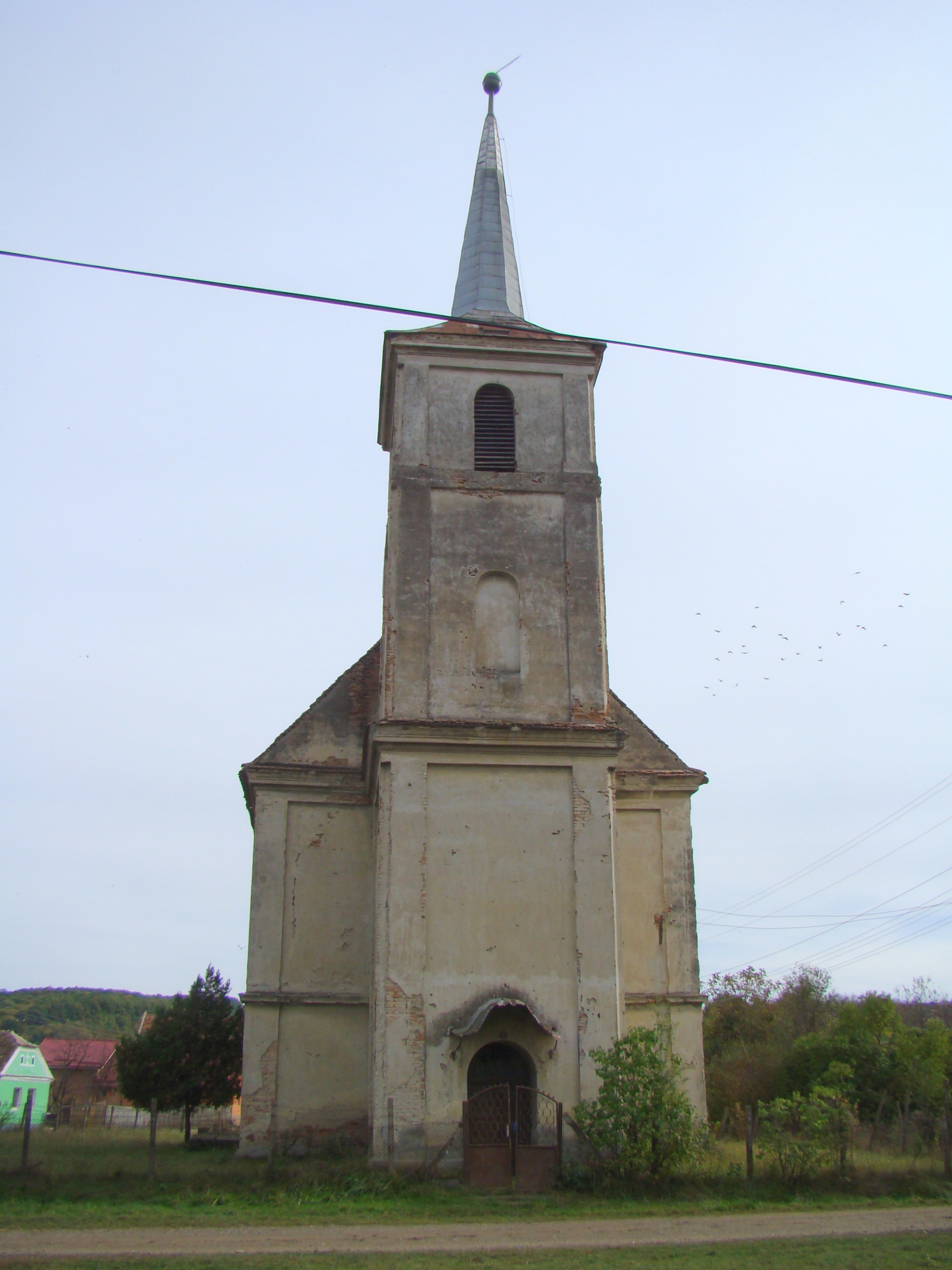
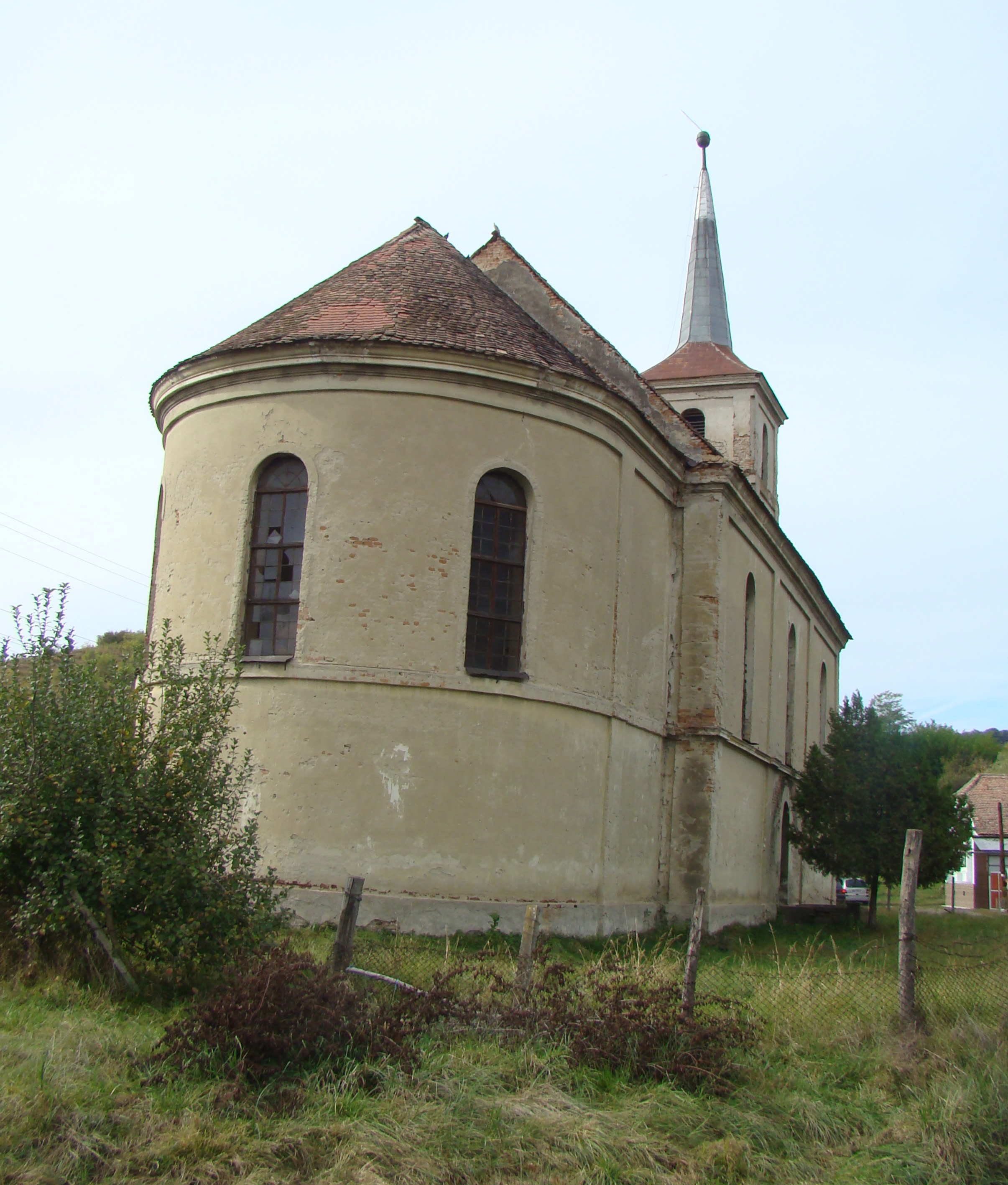
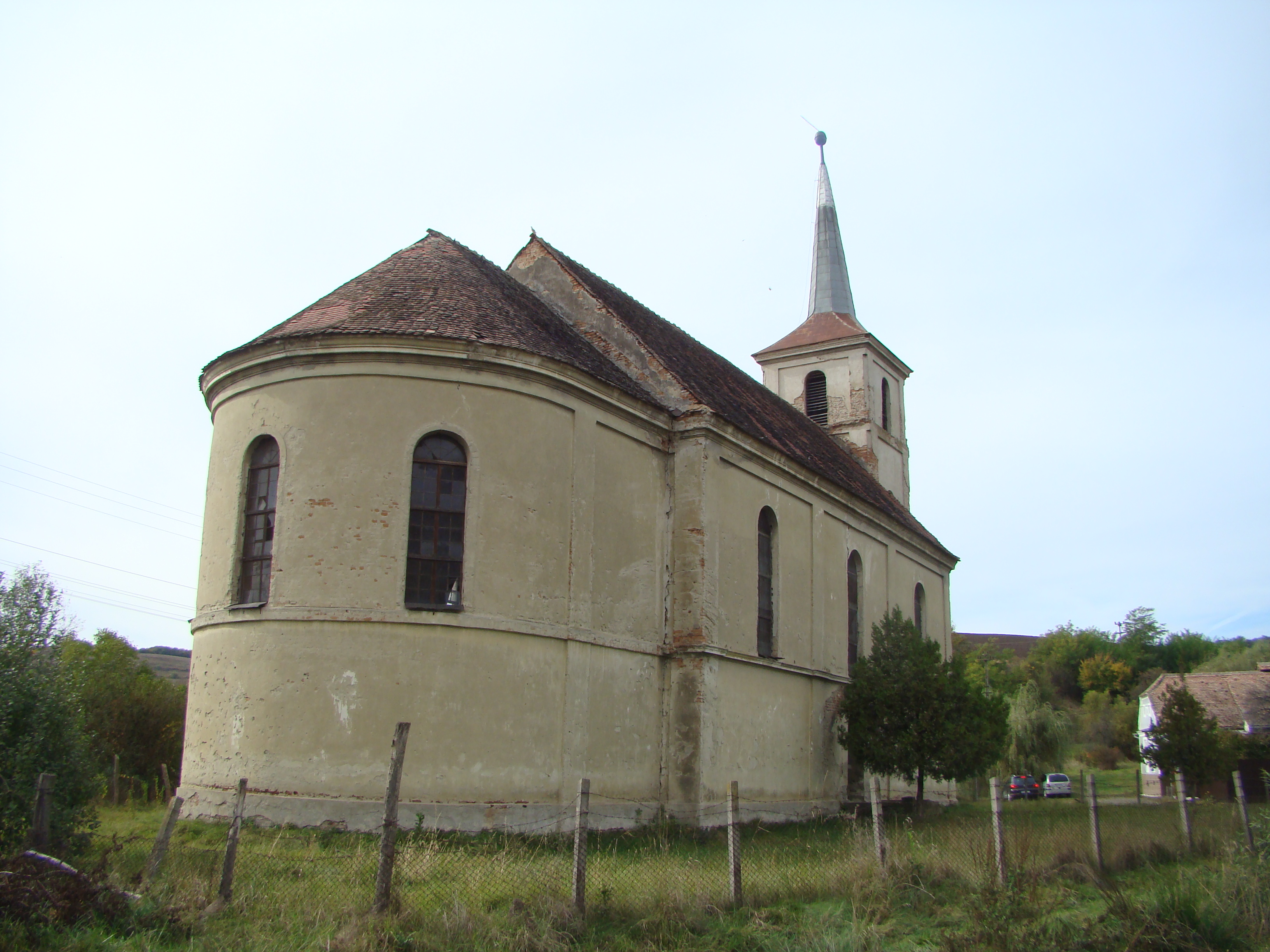
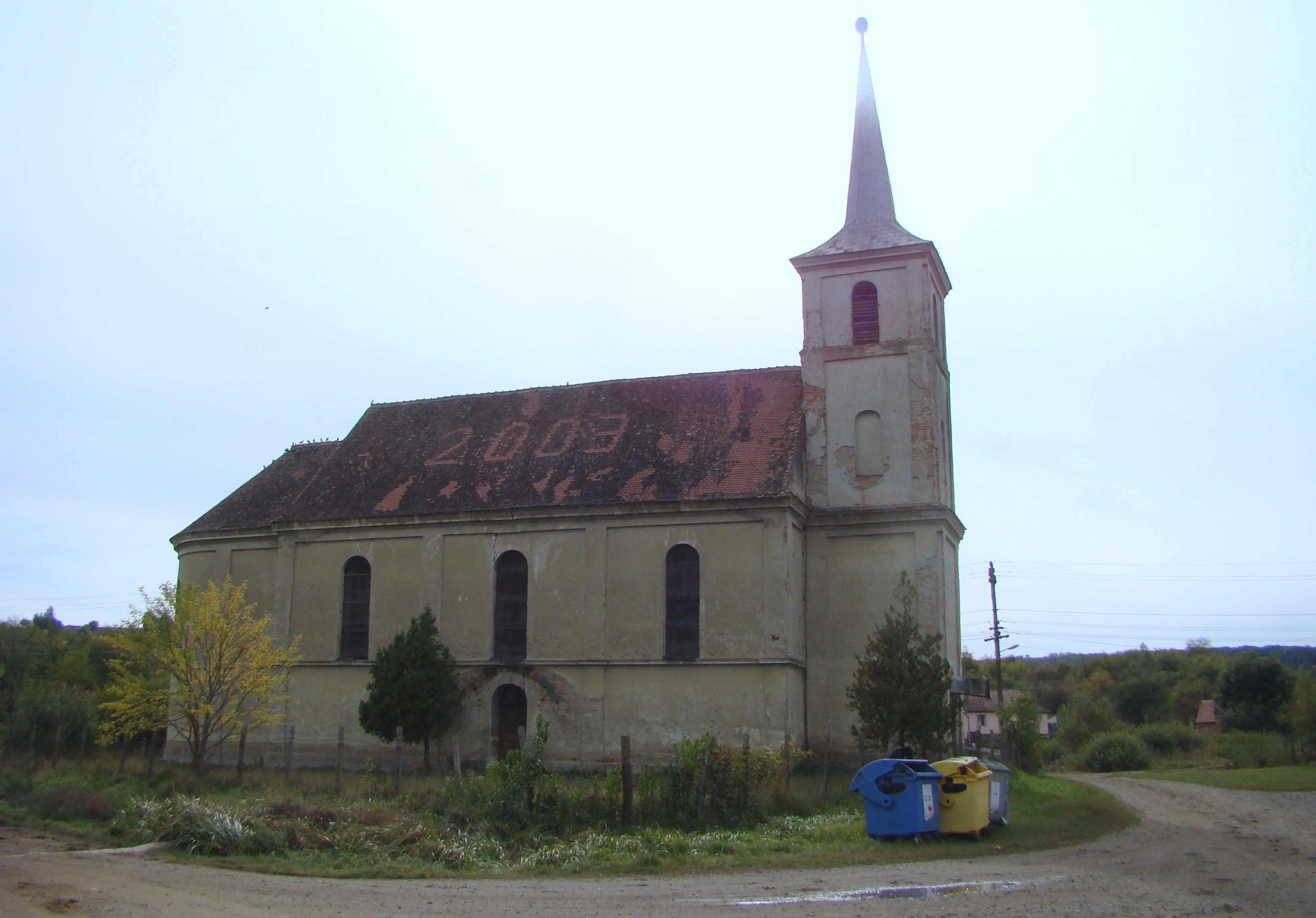
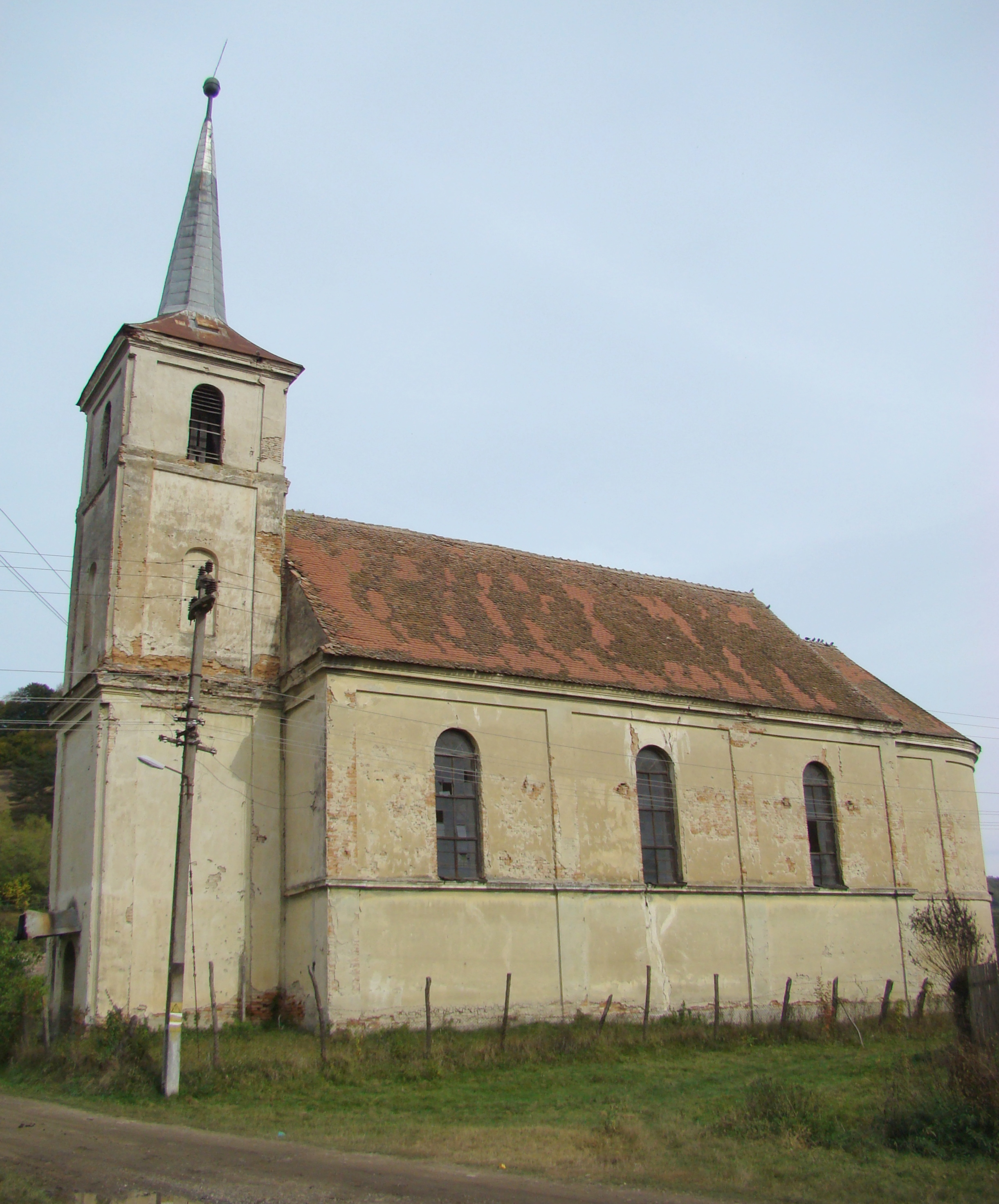
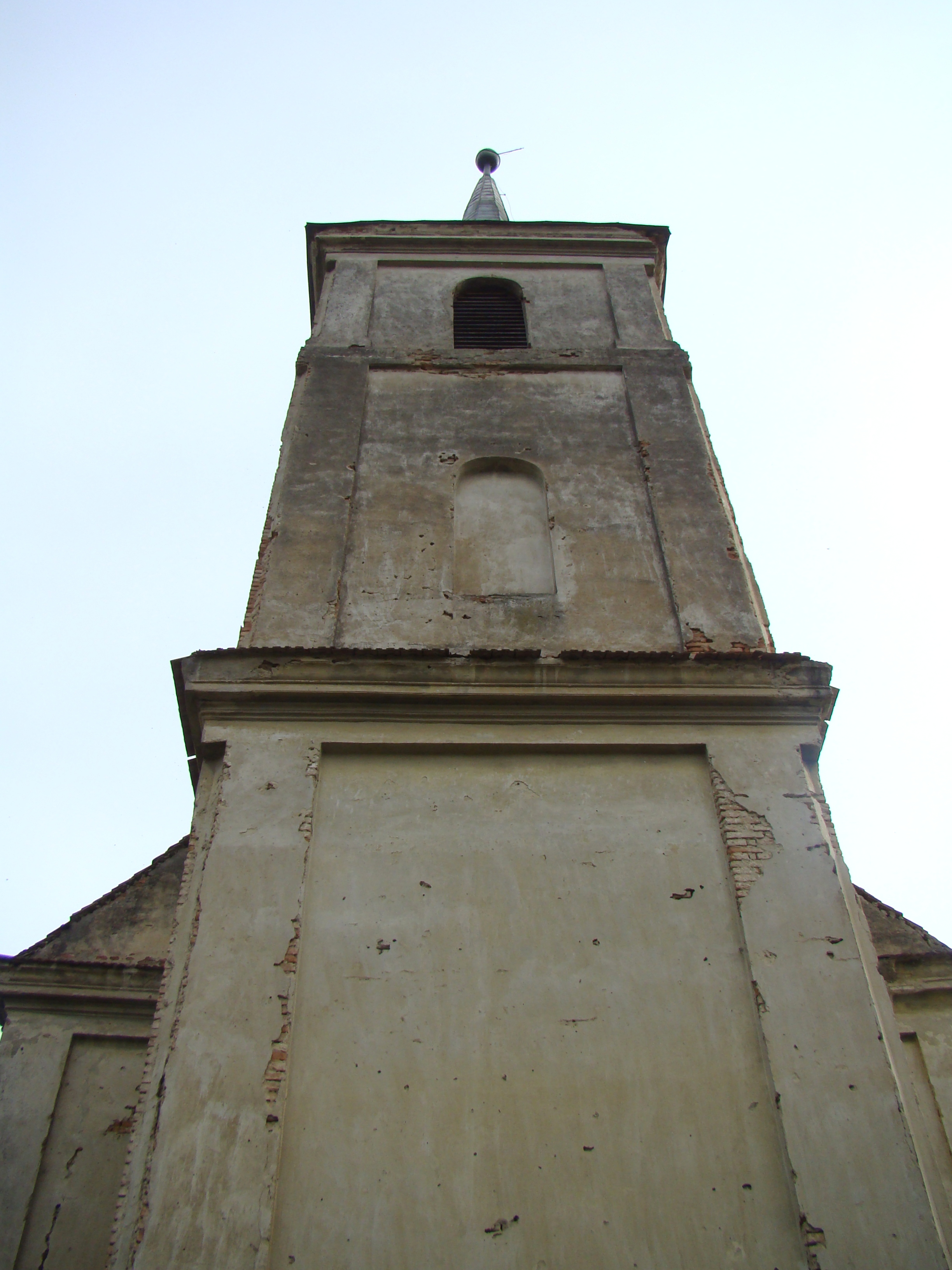
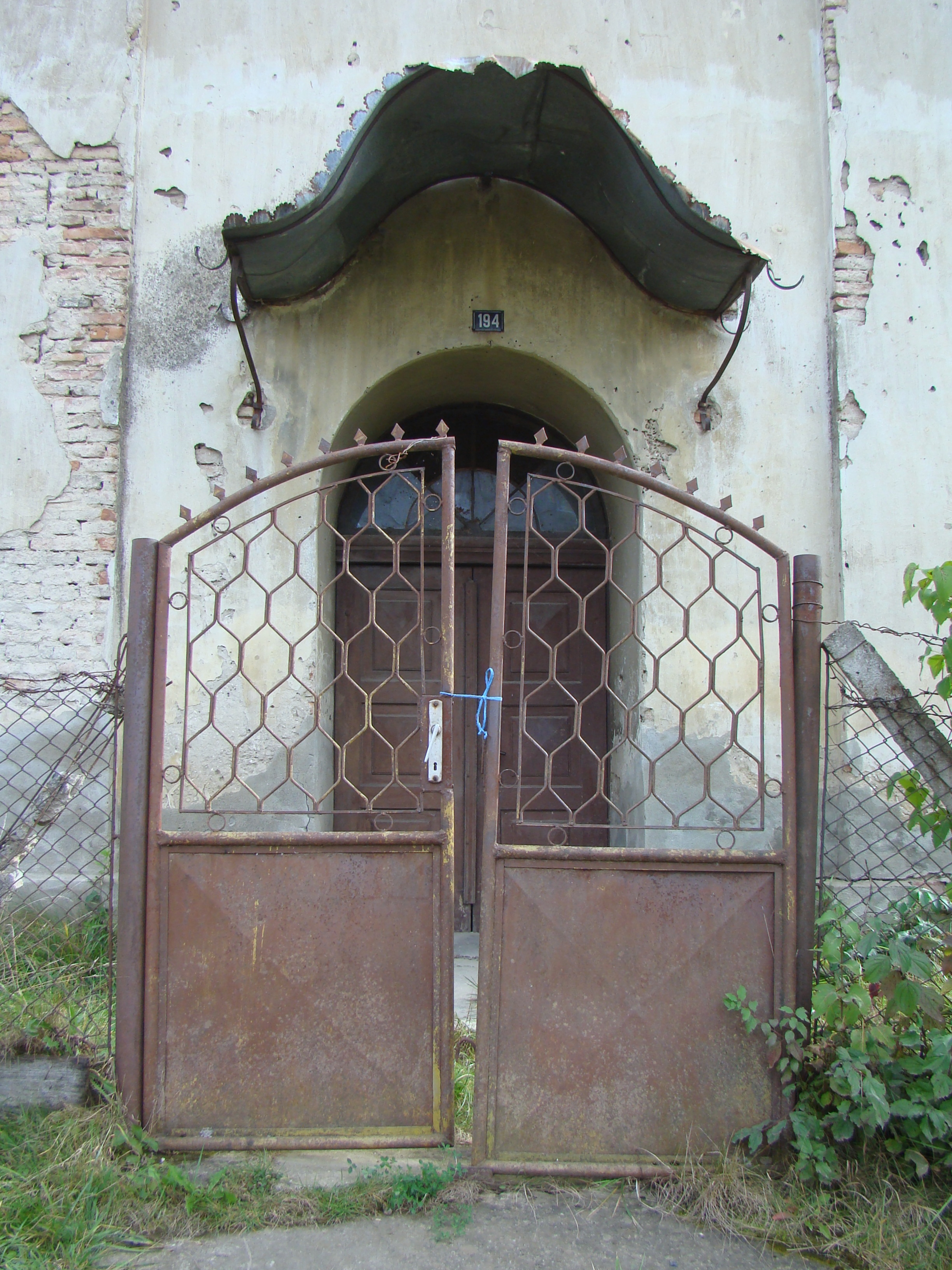
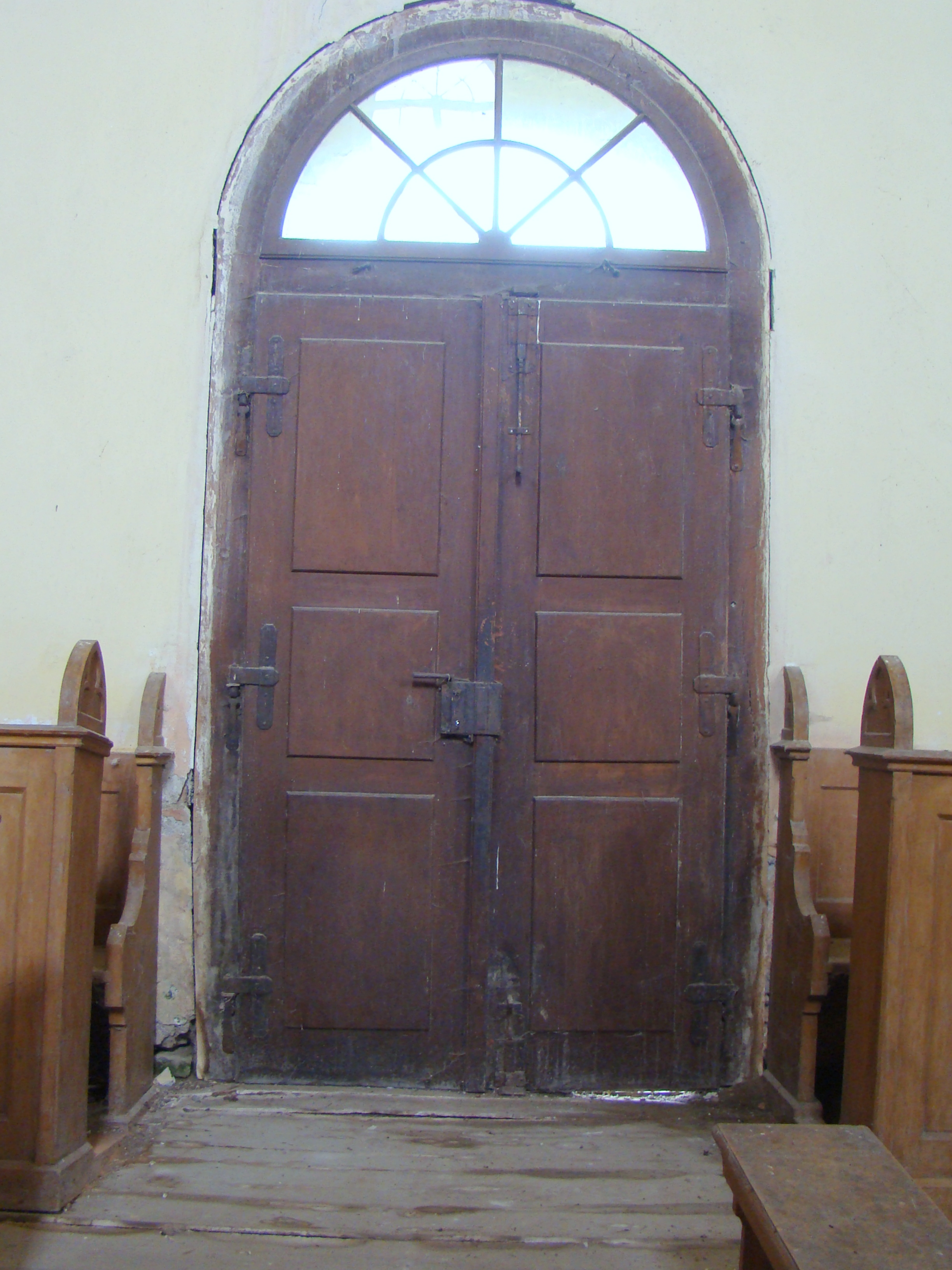

## Imagini din interior

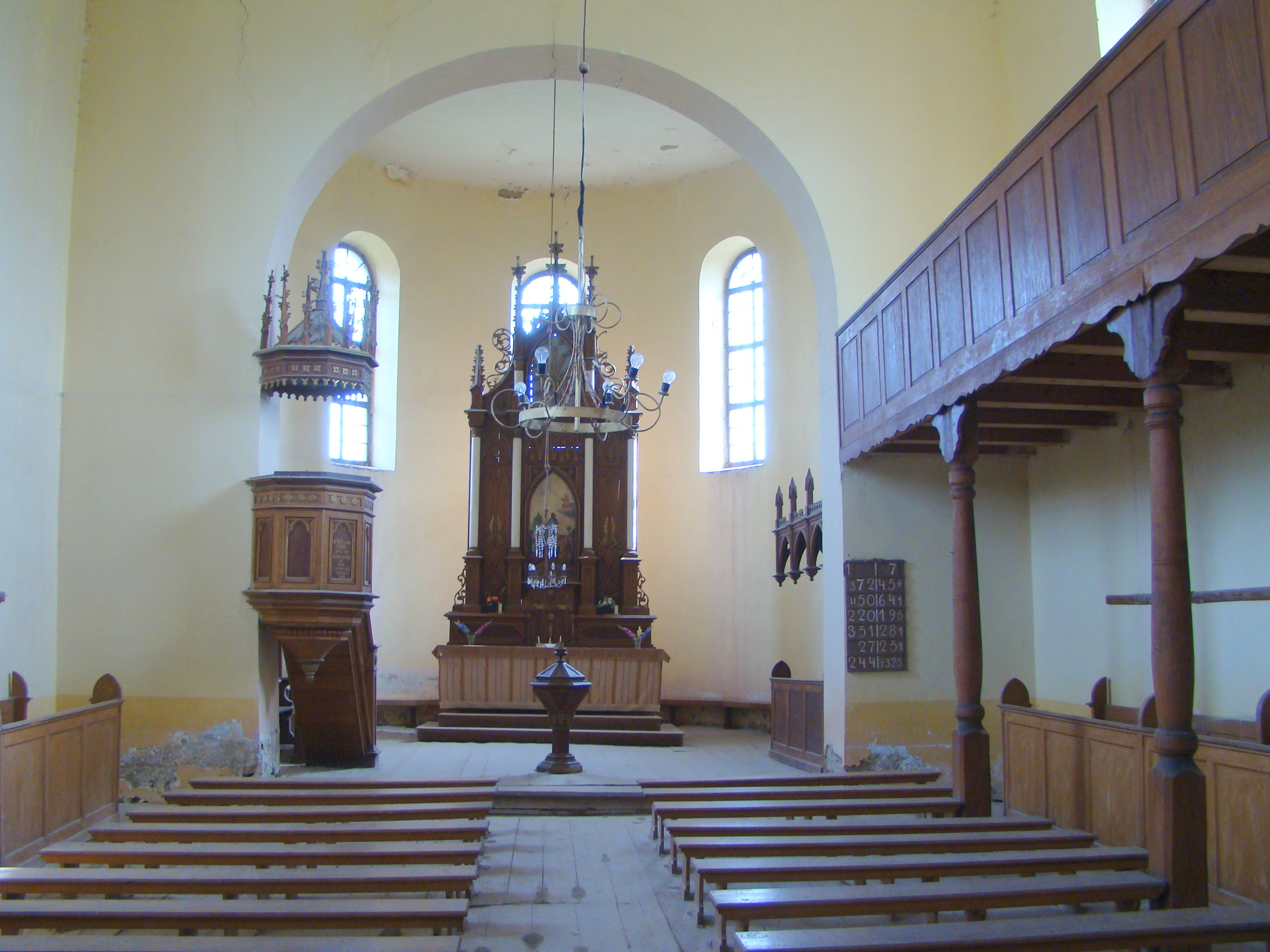
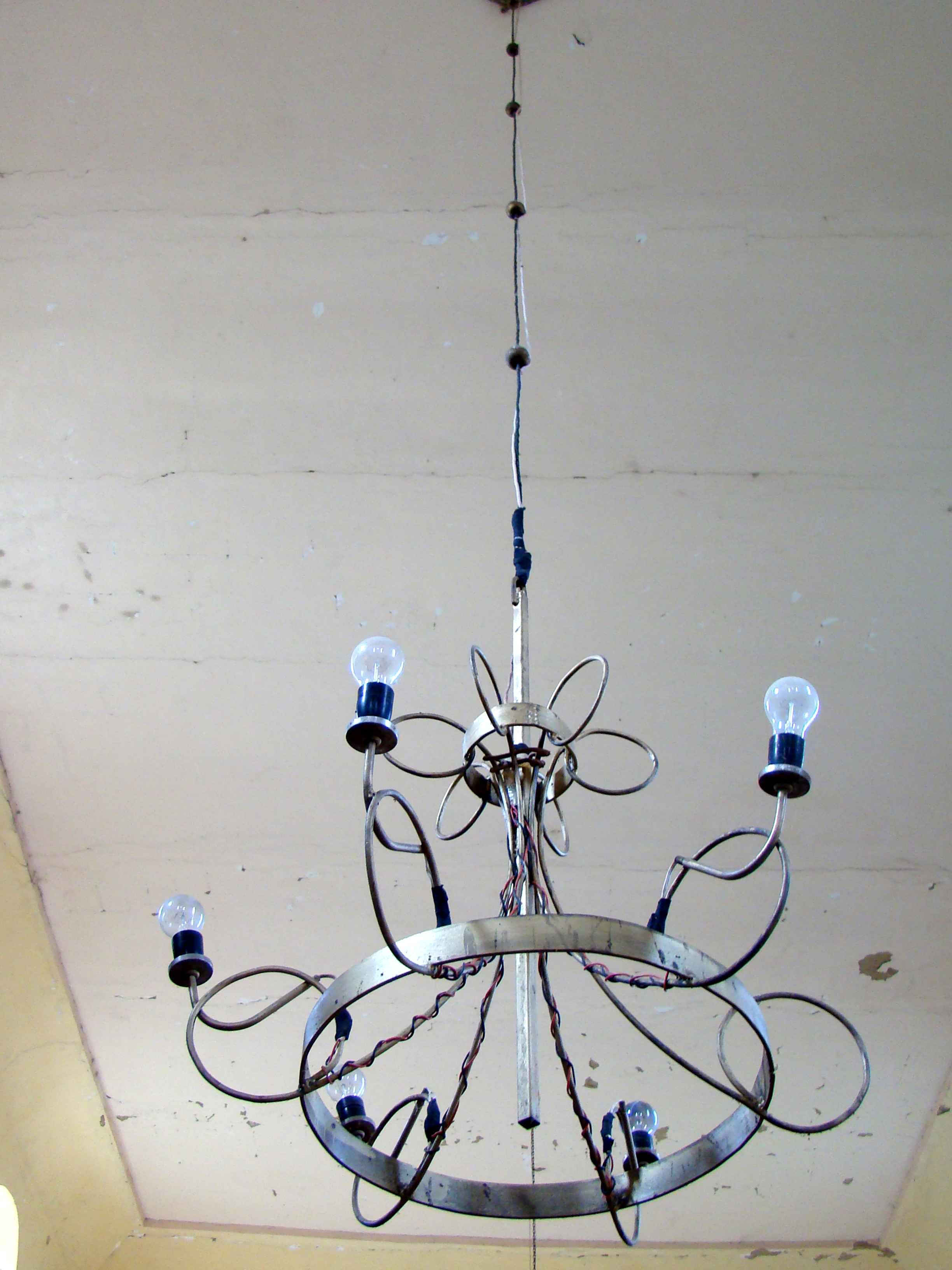
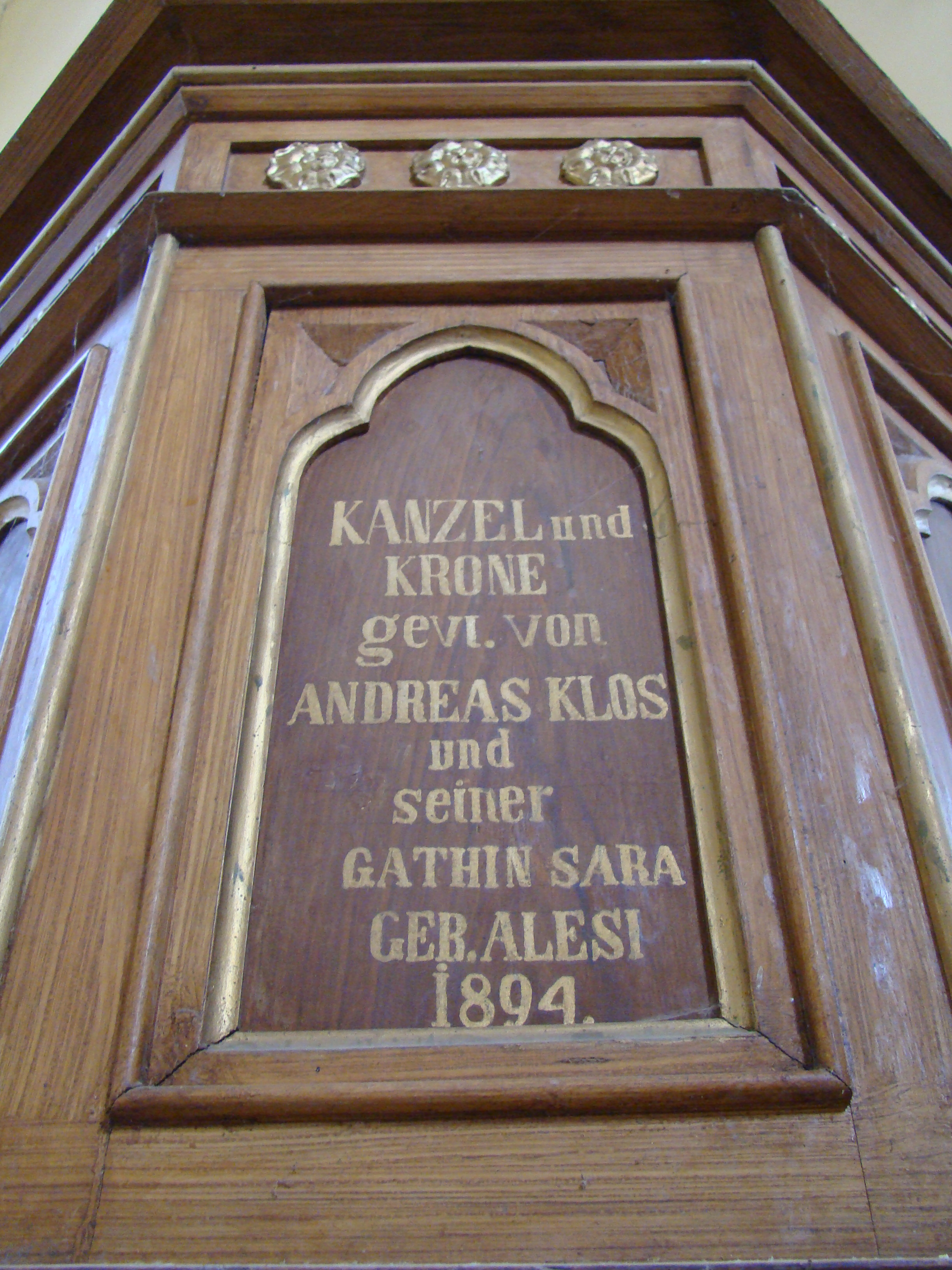
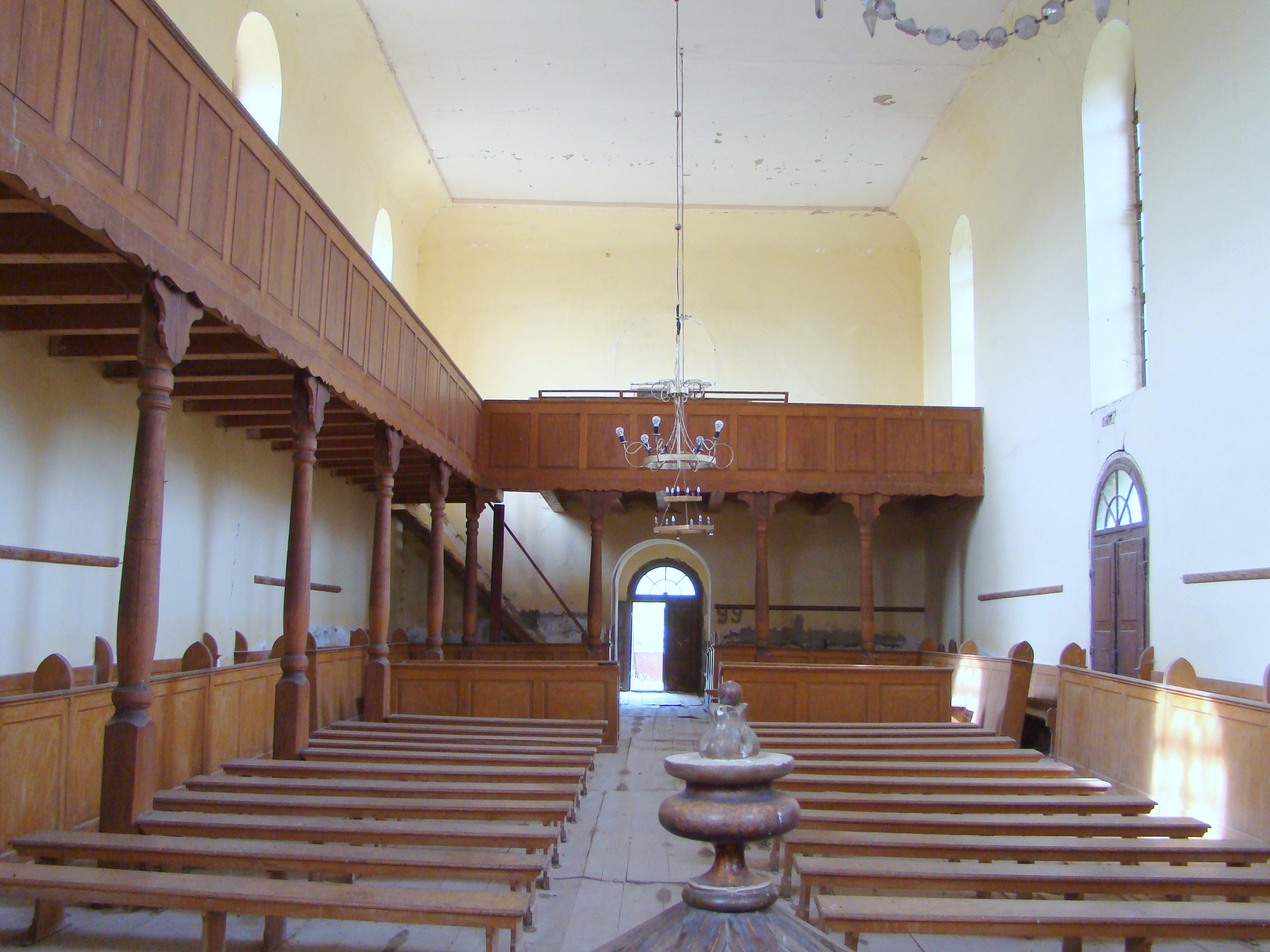
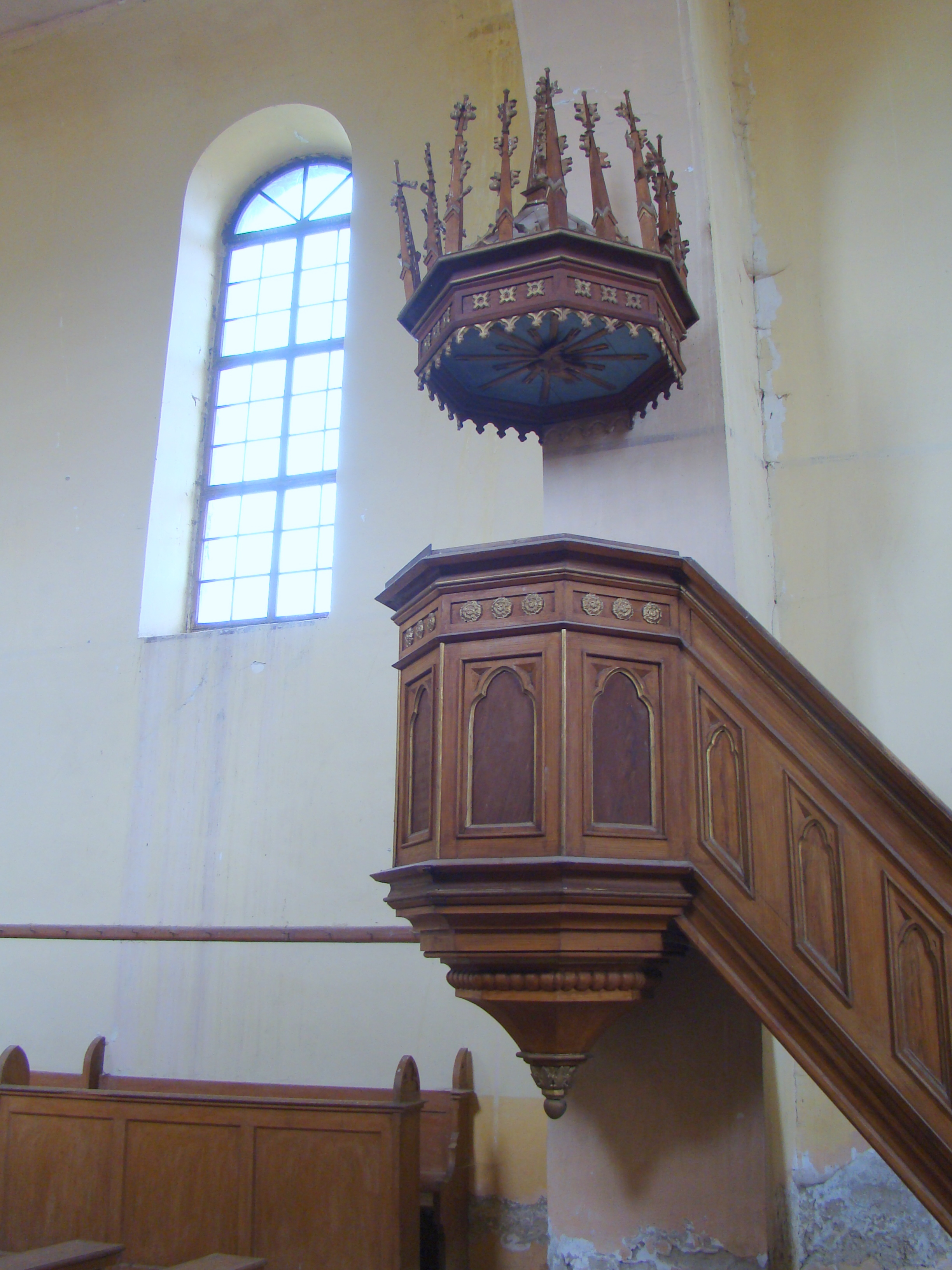
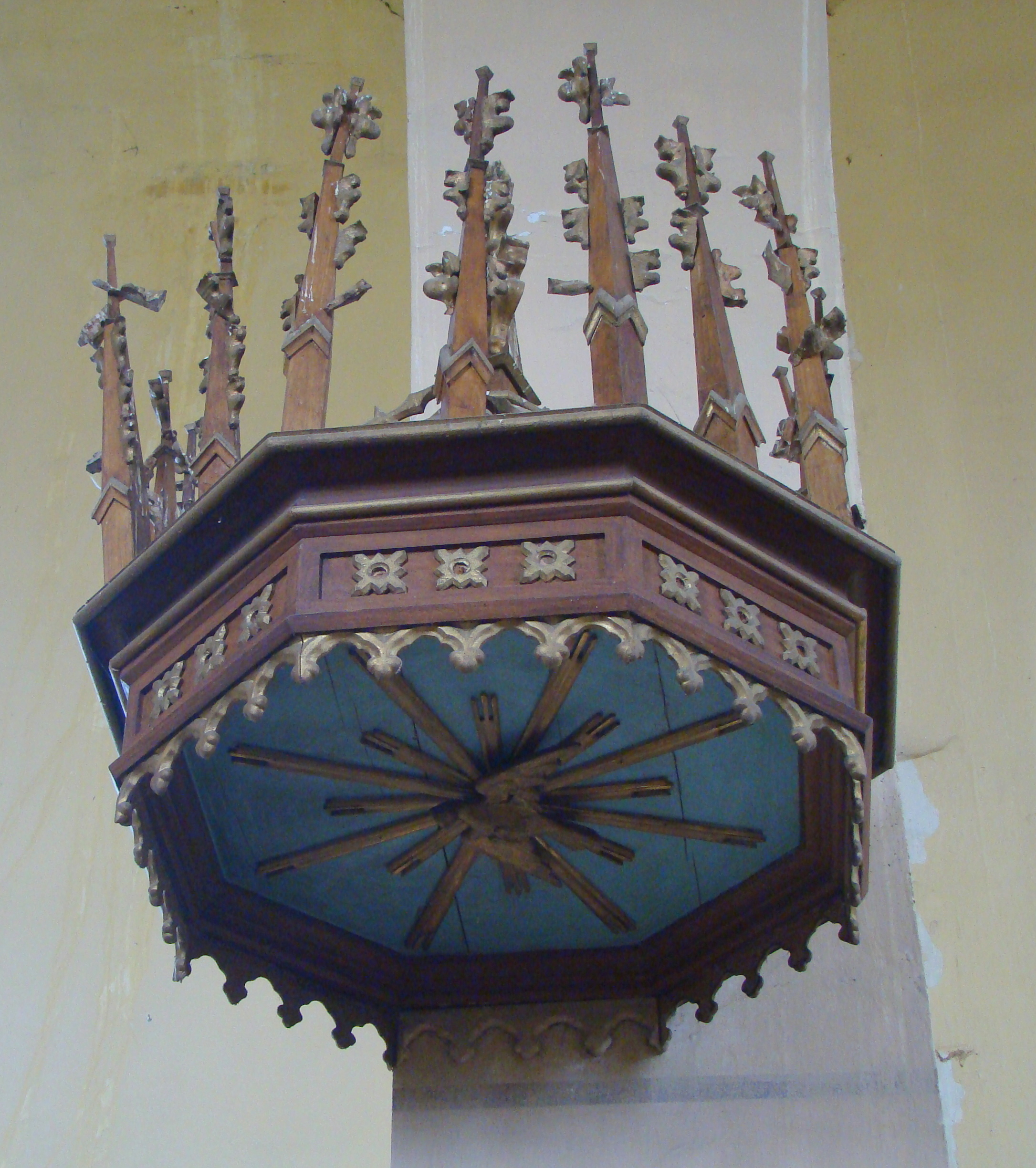
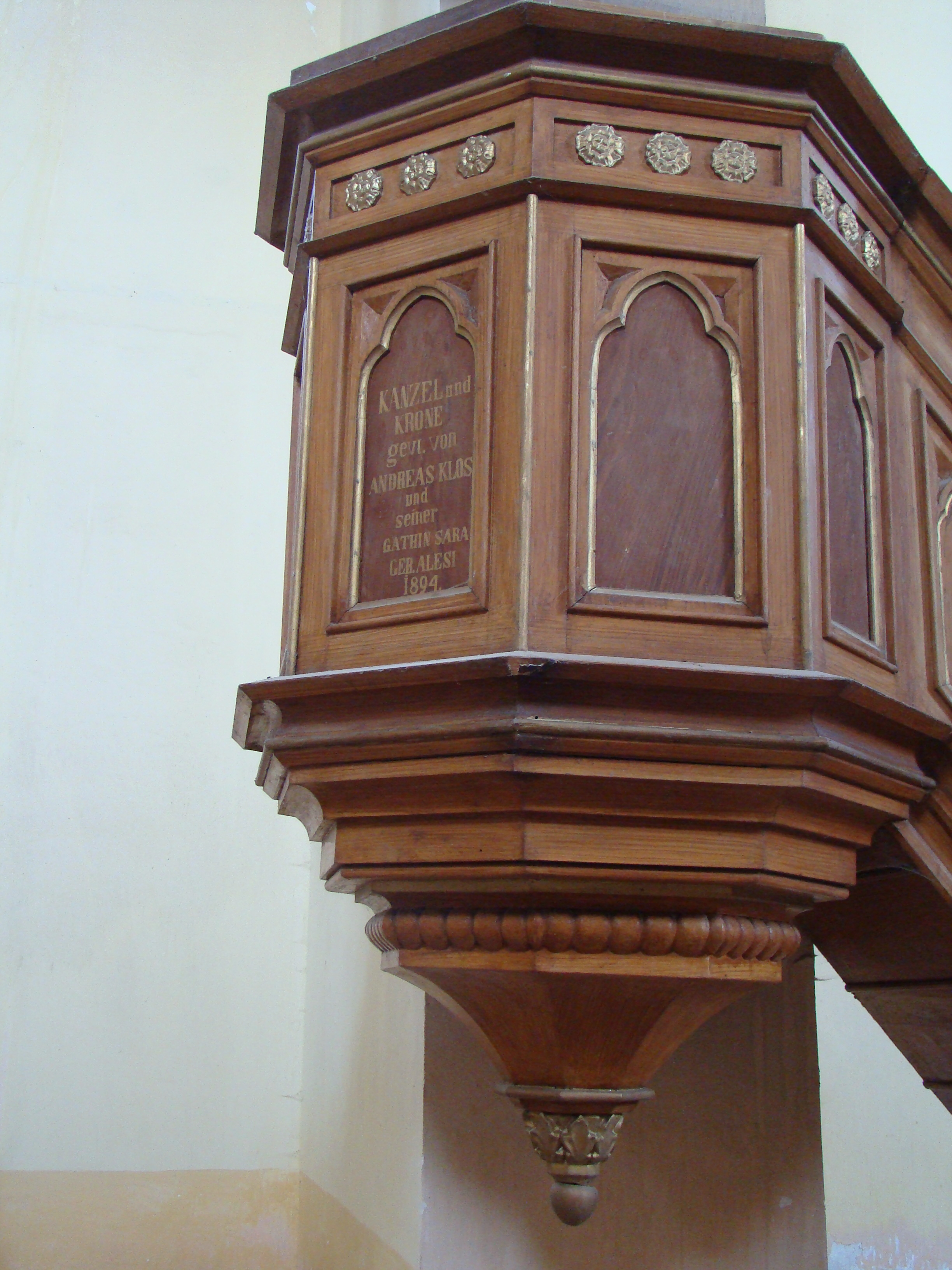
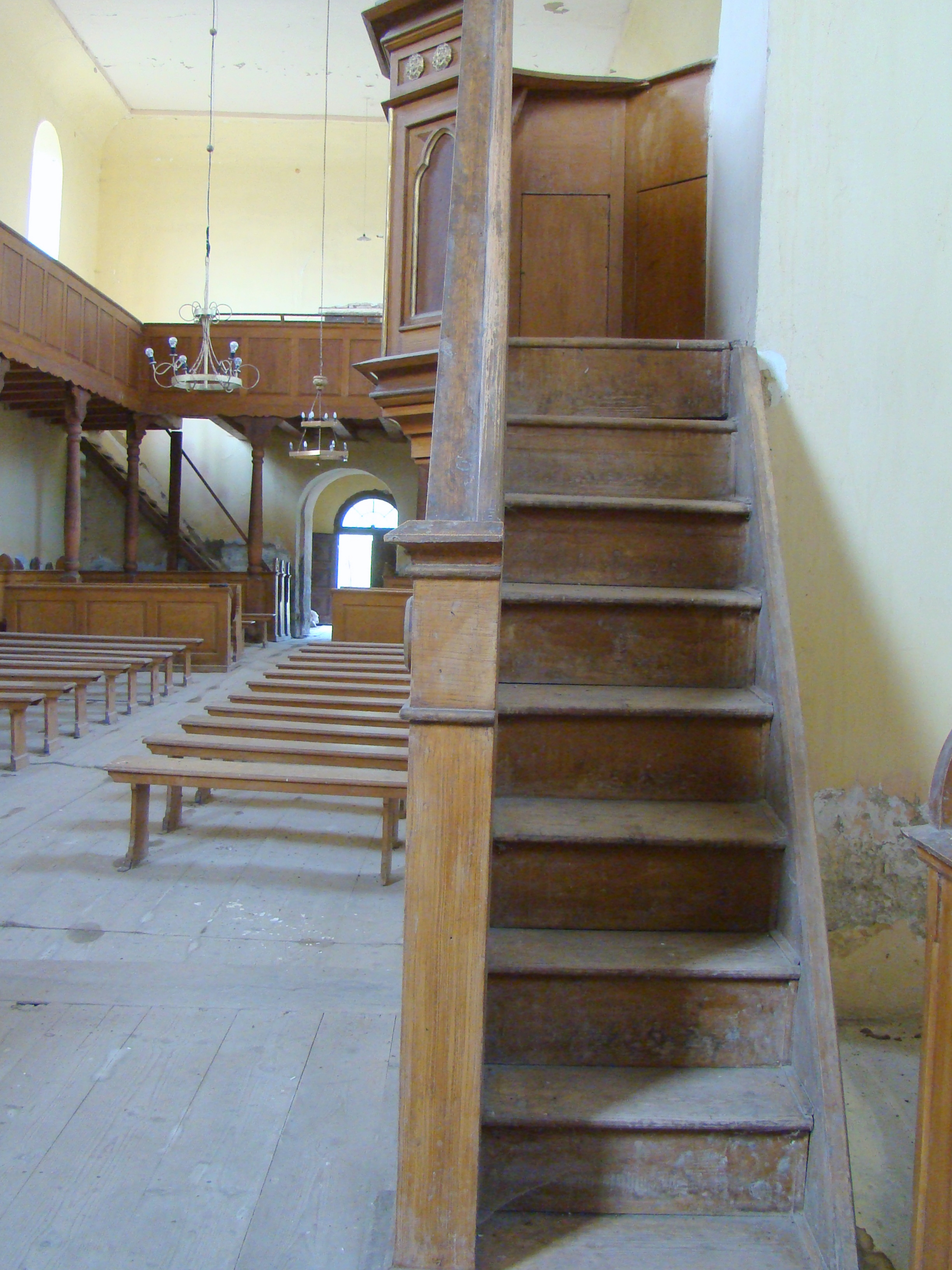
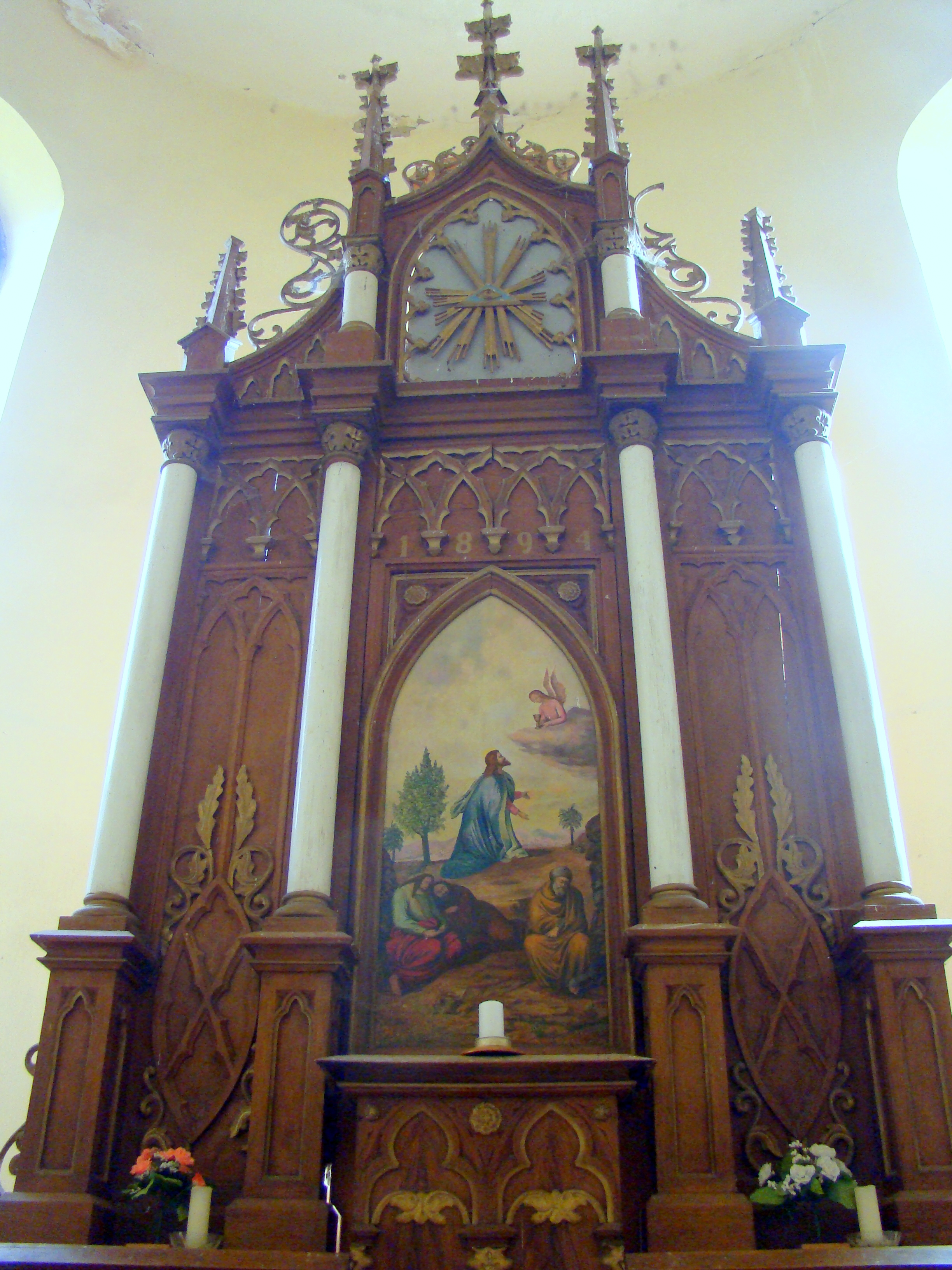
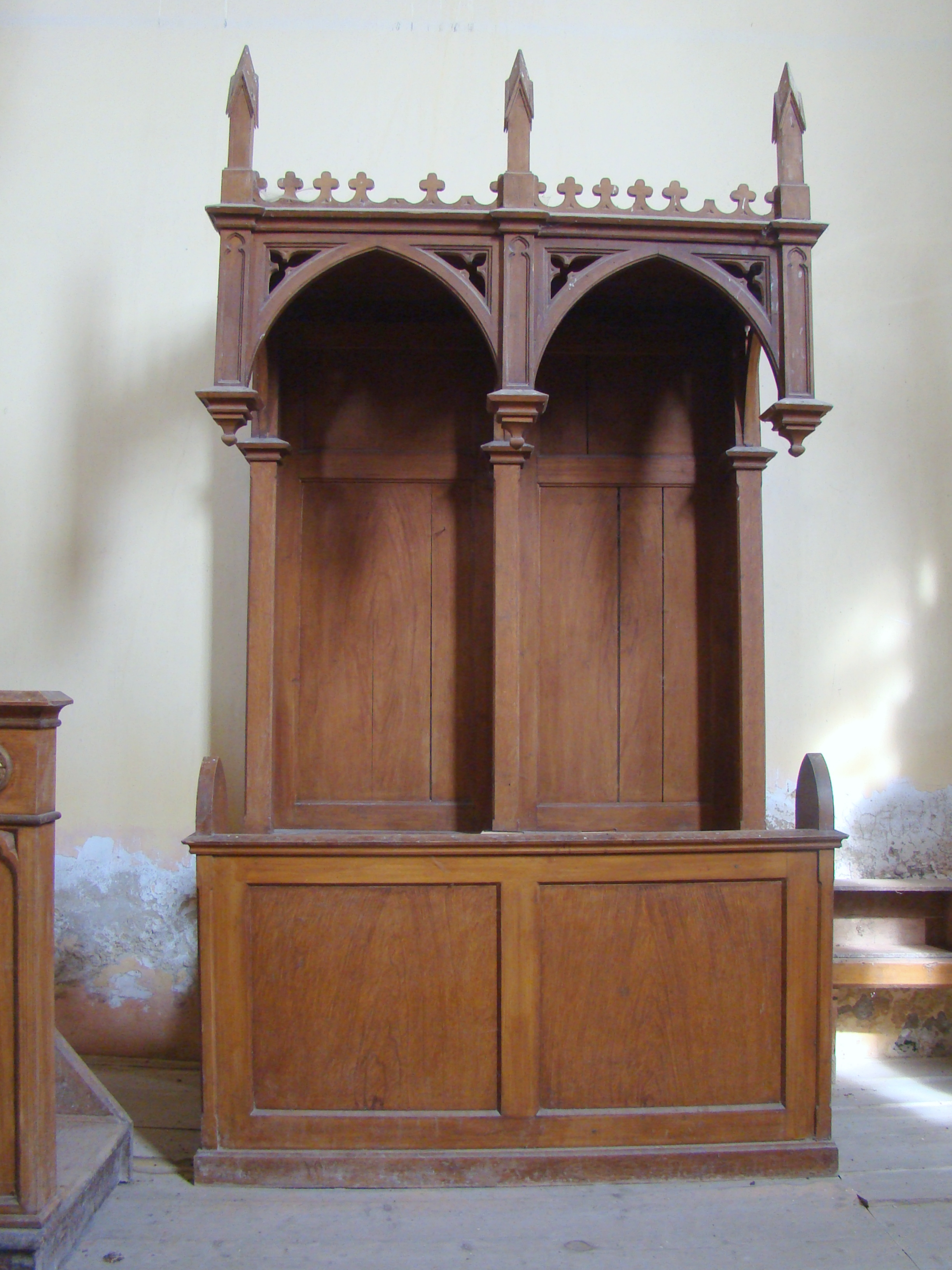
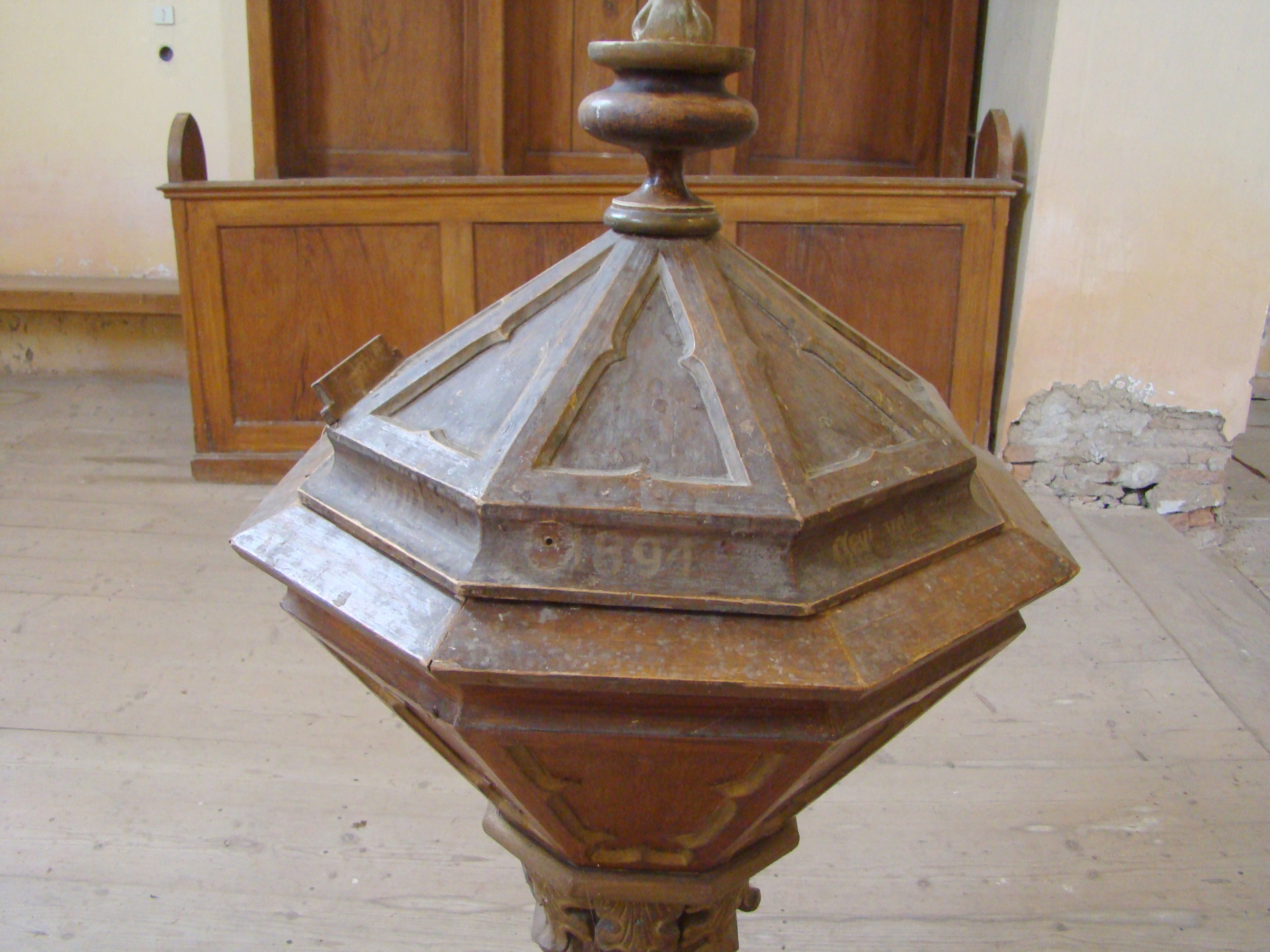
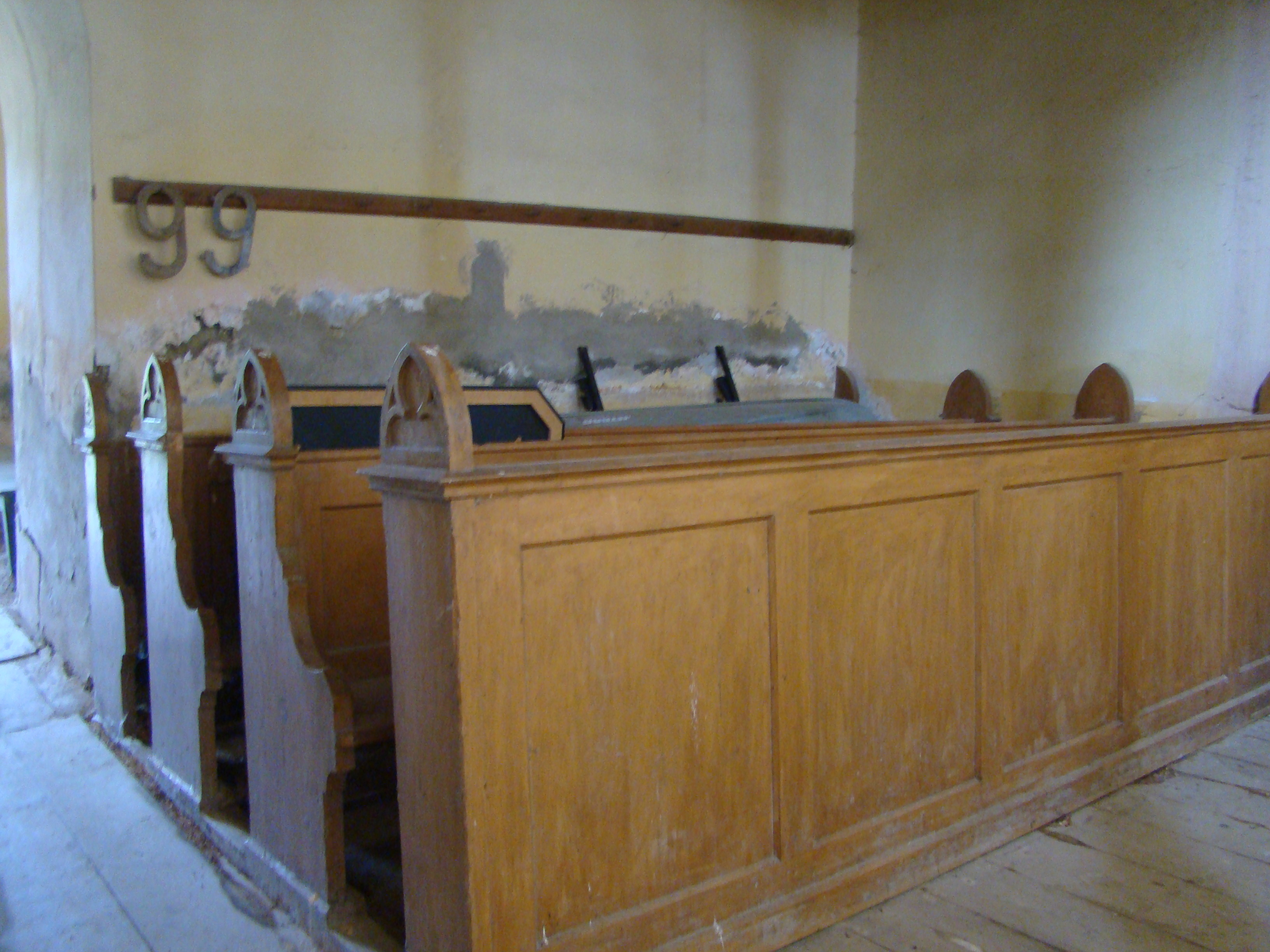

## Vezi și
- Sântioana, Mureș